# Léon Vanderstuyft
Mauricius Carolus Leo „Léon” Vanderstuyft (ur. 5 maja 1890 w Ieper, zm. 26 lutego 1964 w Paryżu, Francja) – belgijski kolarz torowy, trzykrotny medalista mistrzostw świata.

## Kariera
Pierwszy sukces w karierze Léon Vanderstuyft osiągnął w 1908 roku, kiedy zdobył brązowy medal w wyścigu ze startu zatrzymanego amatorów podczas mistrzostw świata w Lipsku. W zawodach tych wyprzedzili go jedynie Brytyjczyk Leonard Meredith oraz Niemiec Gustav Janke. W 1910 roku startował już jako zawodowiec i w tym samym roku zdobył srebrny medal w swej koronnej konkurencji na mistrzostwach świata w Brukseli, ulegając tylko Francuzowi Georges’owi Parentowi. Po zakończeniu I wojny światowej powrócił do kolarstwa i w 1922 roku osiągnął największy sukces swej kariery, wygrywając wyścig ze startu zatrzymanego na mistrzostwach świata w Paryżu. Ponadto siedmiokrotnie zdobywał medale torowych mistrzostw Belgii, nigdy jednak nie wygrał. Nigdy również nie wystąpił na igrzyskach olimpijskich.
Jego brat Arthur również był kolarzem.